# Pont des Arches

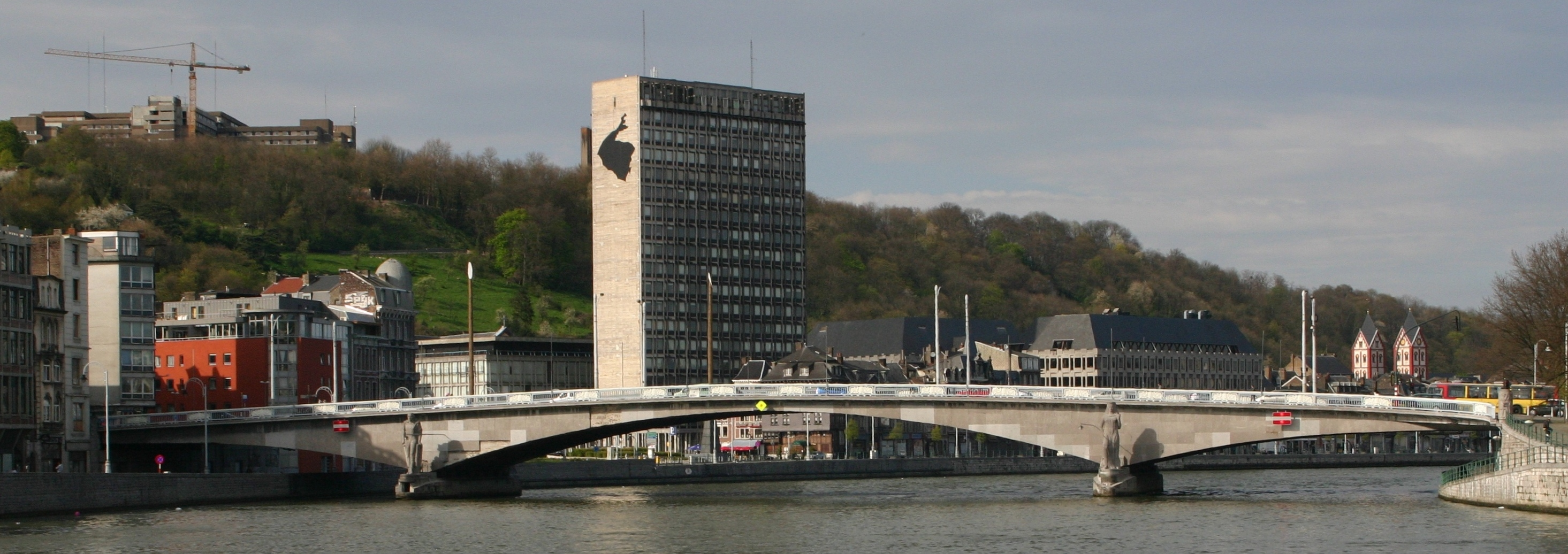
Pont des Arches in 2008

De Pont des Arches is een historische brug over de Maas te Luik, die de wijk Luik-Centrum verbindt met Outremeuse. De brug uit 1947 is de zesde brug op deze plaats.

## Geschiedenis

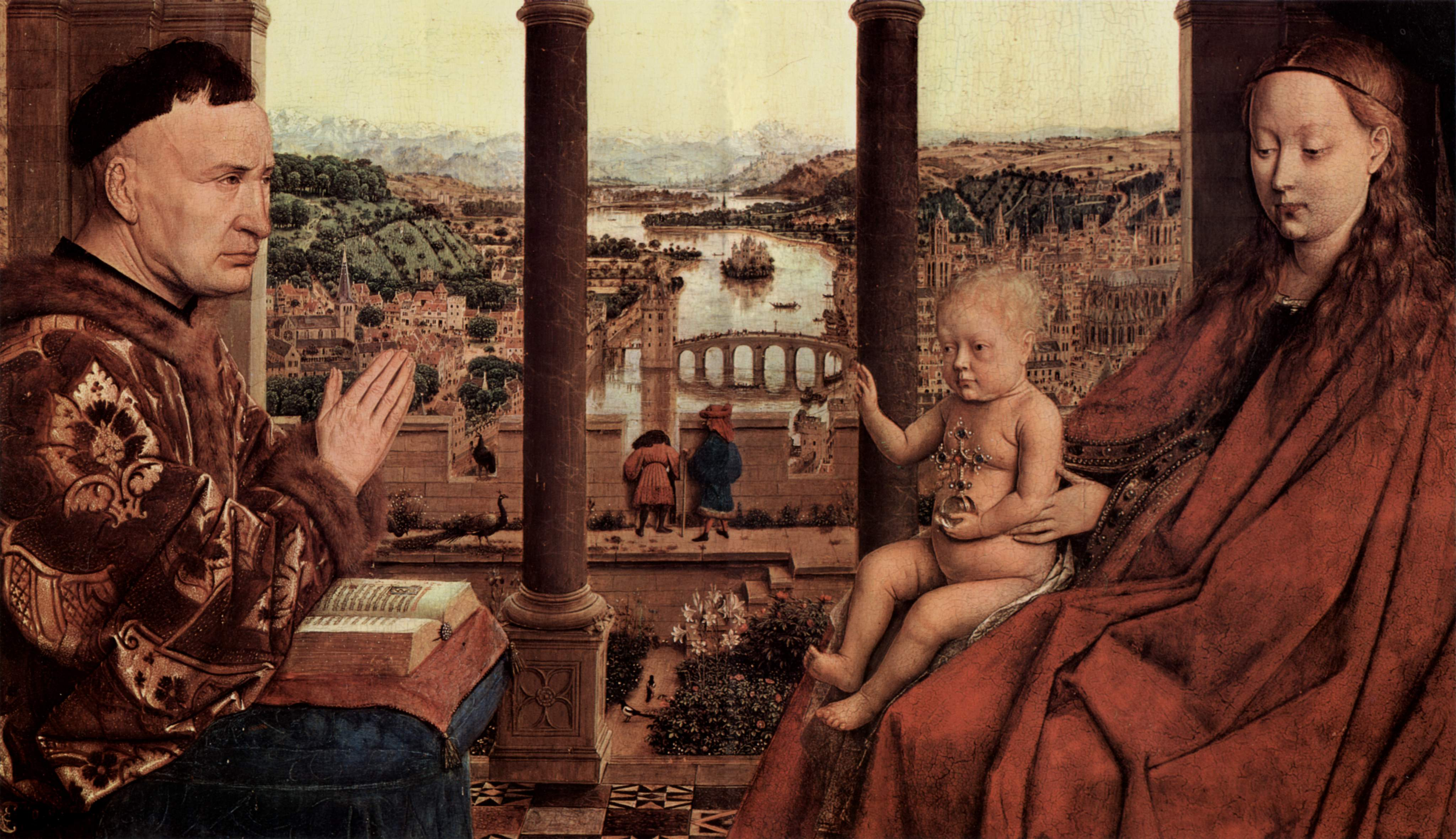
Schilderij van Jan van Eyck, van 1430, met Pont des Arches

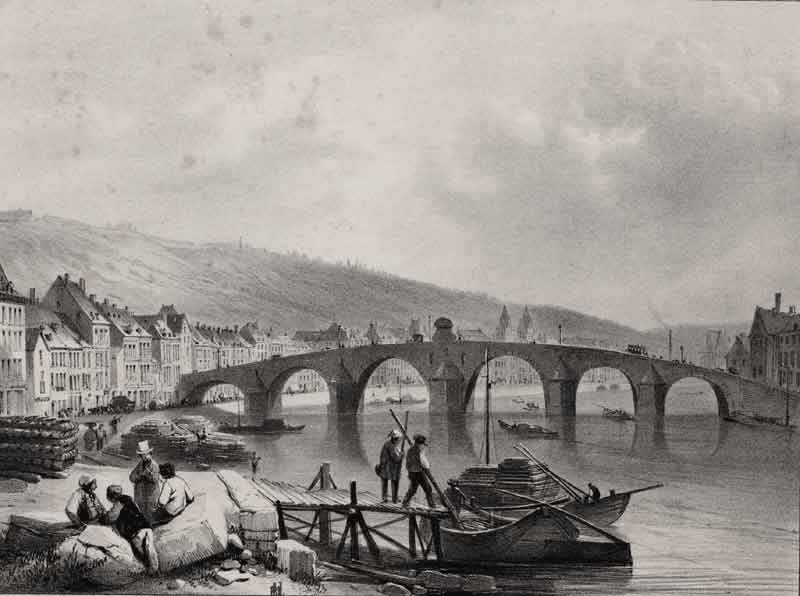
Pont des Arches in 1830

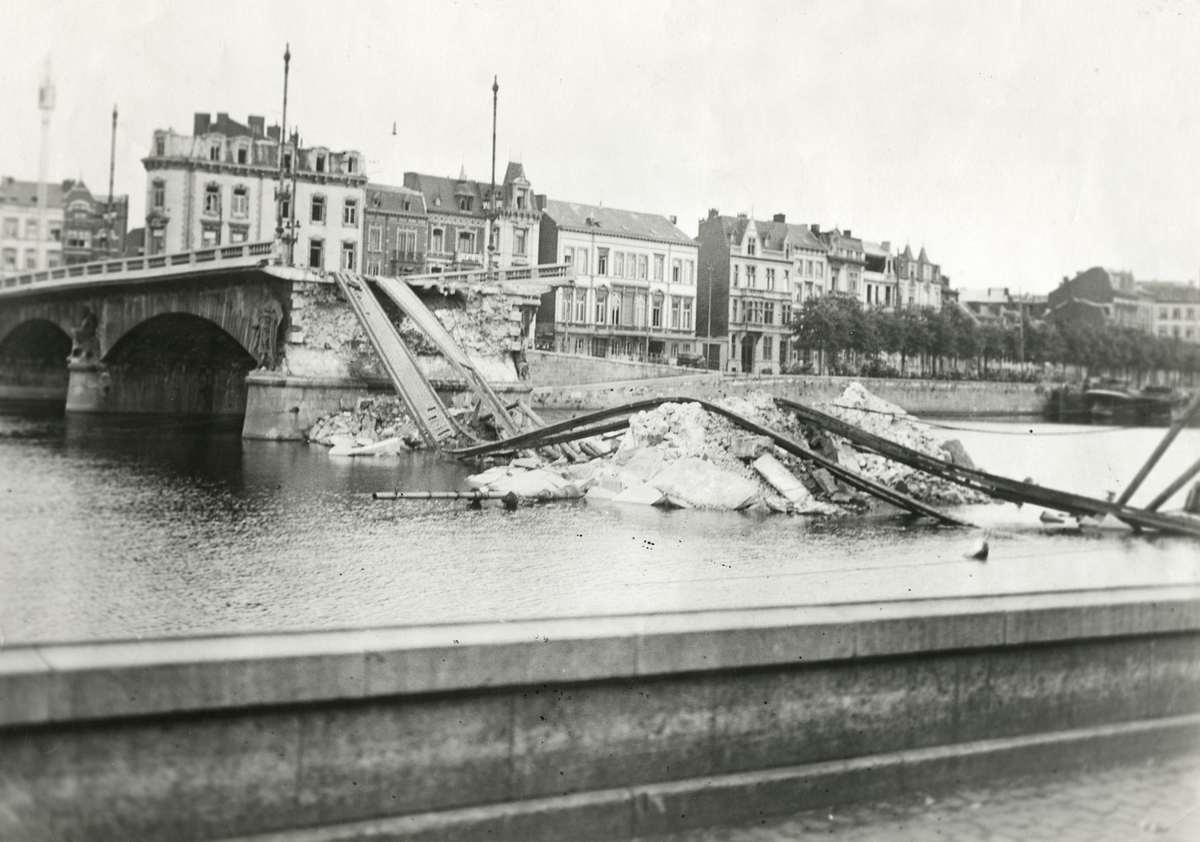
Pont des Arches in 1914

De eerste brug over de Maas op deze plaats wordt toegeschreven aan Otgar van Denemarken (785). Een steviger brug werd gebouwd onder bisschop Hartgar (841), genaamd: Souverain-Pont. Dit was waarschijnlijk een houten brug.
Onder prinsbisschop Reginhard werd een stenen brug met zeven bogen gebouwd (1034). Deze stond later bekend als Vieux-Pont-des-Arches. In 1409 werd ook deze brug door het water weggeslagen.
Men moest zich gedurende de 22 jaar dat de bouw van een nieuwe brug duurde, behelpen met een pontonbrug en later een houten noodbrug. In 1446 werd deze brug geopend en spoedig verrezen op de brug ook bouwwerken, zoals -naast woningen- een Sint-Barbarakapel en een wachttoren, genaamd Mâle Govienne. In 1468, tijdens de plundering van Luik door de troepen van Karel de Stoute, werden twee bogen van deze brug vernield. Pas in 1479 werd de brug hersteld. 
Nadat Robert II de La Marck tussen toren en kapel een ophaalbrug liet bouwen, werden toren en ophaalbrug in 1505 weer gesloopt en verplaatst naar Outremeuse, en wel voor de toren van de Sint-Nikolaaskerk.
In 1643 werd de brug opnieuw door het water vernield, hetgeen toegeschreven werd aan het gewicht van de huizen, die over de gehele lengte van de brug aan beide zijden waren gebouwd. Van 1648-1657 werd aan het herstel van de brug gewerkt. In 1684 werd midden op de brug op gezag van prinsbisschop Maximiliaan Hendrik van Beieren een bastion geplaatst, de Dardanelle genaamd, dat voorzien was van 9 kanonnen en dat pas in 1790 werd gesloopt. In 1663 werd een gedenksteen op de brug geplaatst en die de namen bevatte van de burgemeesters die aan het herstel van de brug hadden bijgedragen, en ook de tekst van een bouwverbod op de brug, op straffe van sloop. De steen werd bekroond door een groot bronzen kruisbeeld, naar ontwerp van Jean Del Cour. Dit kruisbeeld werd in 1797 van de brug verwijderd, werd een tijdlang als model door de ontwerpschool gebruikt en siert tegenwoordig het portaal van de Sint-Pauluskathedraal.
Nadat de Fransen in 1794 voor de tweede maal de stad binnentrokken werd de brug omgedoopt in Pont de la Victoire. De gedenksteen werd door een ander, marmeren, exemplaar vervangen met, in vergulde letters, de revolutionaire tekst:

Pont de la Victoire. Ici les Liégeois ont vu briser leurs fers. Neuf Thermidor an II de la République une et indivisible

In 1813 viel het napoleontische keizerrijk. De brug heette sindsdien weer Pont des Arches.
In 1860 werd alweer een nieuwe brug gebouwd, die werd aangekleed met beelden van Antonius Sopers en Prosper Drion. Deze brug werd in 1914 door het Belgische leger opgeblazen om de opmars van de Duitse troepen te verhinderen. De Duitse bezetter maakte hierop gebruik van een pontonbrug, en van 1919-1928 moest men zich met een voorlopige loopbrug tevreden stellen. Van 1928-1930 werd een nieuwe brug gebouwd ter gelegenheid van de Wereldtentoonstelling van 1930. In 1940 werd ook deze brug door het Belgische leger opgeblazen.

## Huidige brug

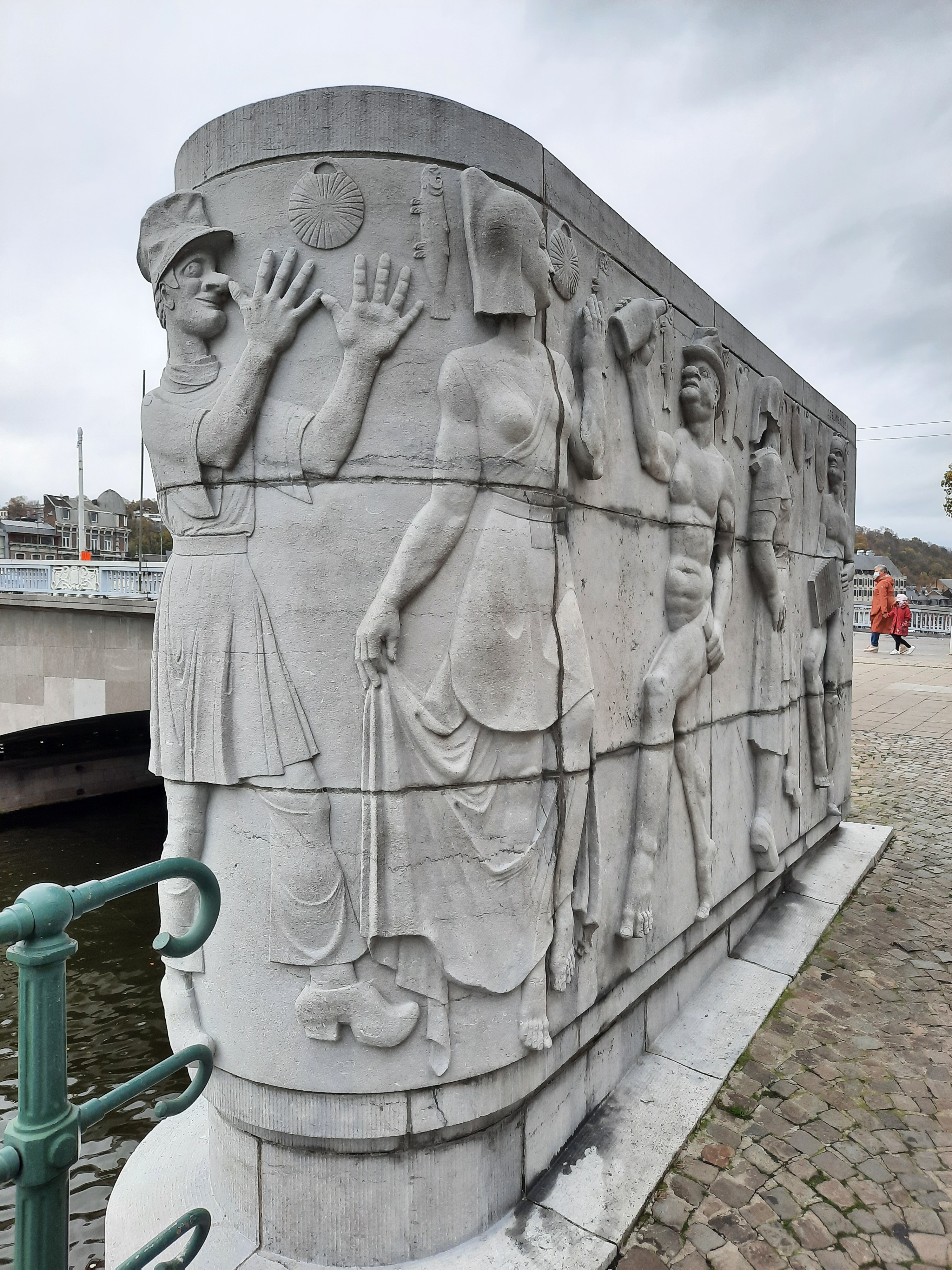
Scènes populaires liégeoises, bas-reliëf van Adelin Salle

De huidige brug kwam in 1947 gereed naar ontwerp van Georges Dedoyard. De brug in modernistische stijl is gemaakt van gewapend beton en rust op twee pijlers in de Maas. De pijlers zijn aan weerszijden voorzien van ongeveer zes meter hoge standbeelden in blauwe hardsteen, die verschillende episoden uitbeelden:
- Le Moyen Âge (de middeleeuwen) van Adolphe Wansart;
- La Résistance à l'occupant (het verzet) van Gustave Fontaine;
- La Révolution belge de 1830 (de Belgische Opstand) van Alphonse Darville;
- La Naissance de Liège (het ontstaan van Luik) van Marceau Gillard.

De toegang tot de brug is versierd met vijf bas-reliëfs. Op de rechteroever zijn dit:
- Scènes populaires liégeoises (Luikse volksbeelden) van Adelin Salle;
- La Nativité van Louis Dupont;
- Le Cheval Bayard (het Ros Beiaard) van Louis Dupont.

Op de linkeroever zijn dit:
- L'Art et la Technique (de kunst en de techniek) van Robert Massart;
- Les Travaux du pont (de werken aan de brug) van Ernest Stroobants.[3]